# Achille Togliani
Achille Togliani (né le 16 janvier 1924 à Pomponesco et mort le 12 août 1995  à Rome) est un acteur et chanteur italien.

## Filmographie
- 1950 : Les Mousquetaires de la reine de Giorgio Simonelli
- 1953 : Fermi tutti... arrivo io! de Sergio Grieco
- 1954 : La Caravane de chansons (Carovana di canzoni) de Sergio Corbucci
- 1954 : Larmes d'amour (Lacrime d'amore) de Pino Mercanti
- 1954 : Ces voyous d'hommes de Jean Boyer
- 1955 : La Bague fatale (Lacrime di sposa) de Sante Chimirri
- 1955 : Rêve d'amour (Suonno d'ammore) de Sergio Corbucci
- 1956 : Cantando sotto le stelle de Marino Girolami